# Toghrul Ier Beg
Tuğrul Beg ou Toghrul Beg (signifiant « Le Prince Faucon »), né en 993 et mort le 4 septembre 1063, est un prince turc seldjoukide et le petit-fils de Seldjouk (Saldjük). Il est reconnu comme étant le fondateur de l'Empire seldjoukide (qu'il dirige de 1037 à 1063).
Il prend la tête des Turcs Seldjoukides en 1037 (après avoir unifié les guerriers turcomans des steppes d'Asie centrale), puis est proclamé roi et sultan par le calife abbasside de Bagdad en 1055. Il est considéré par les Turcs comme le premier souverain à instaurer une laïcité dans un État.

## Biographie
En 1025, après la défaite de son oncle Arslan-Israïl (en), fils de Seldjouk, vaincu et capturé par Mahmoud de Ghaznî, il quitte avec son frère Chaghri Beg (en) ses bases du Khârezm et avance vers le Khorasan. Vers 1028-1029, ils s’emparent de Merv et de Nichapur puis se rendent indépendants des Ghaznévides (1031). Toghrul-Beg se proclame sultan de Nichapur (1038). Il nomme Mansûr ibn Muhammad al-Kundari au poste de vizir,.
Le 22 mai 1040, les Turcs Ghaznévides sont vaincus à Dandãnqãn, au nord de Merv par les Seldjoukides qui occupent le Khorasan. Chaghri Beg (en) (1040-1058) puis son fils Alp Arslan restent au Khorasan pendant que Toghrul-Beg part à la conquête de l’Iran et de l’Irak. Toghrul-Beg prend conscience de l’attachement des Iraniens à un pouvoir fort et centralisé, qui contraste avec les principes anarchiques des Turcomans. Il tire également parti du scandale causé par la domination bouyide sur le calife pour renforcer l’attachement des notables khorasaniens, qui pensent assurer le contrôle des territoires reconquis sur le chiisme. Les armées khorasaniennes, bien équipées pour la prise des villes, renforcent les Turcomans dont la force vient surtout de la mobilité.
En 1046, Toghrul-Beg prend Hamadhân, puis Ispahan et fait de Rey (englobée dans l'actuelle Téhéran) sa capitale. Il s'oppose à l'attaque des Fatimides d’Égypte contre Bagdad (1054), puis lance des raids en Arménie sur la région de Van (1054-1055). En 1055, sollicité par le calife abbasside après les négociations du juriste Al-Mawardi, il entre pacifiquement dans Bagdad et libère le calife de la tutelle des Bouyides. Le sunnisme est restauré. Toghrul-Beg est proclamé sultan et émir de l’est et de l’ouest par le calife (1058). Il épouse une fille de ce dernier.
À sa mort en 1063, son neveu Alp Arslan, fils de Chaghri Beg (en), lui succède à la tête de l’Empire seldjoukide.